# Adachia hispida
Adachia hispida är en tvåvingeart som först beskrevs av Hardy och Linda M. Kohn 1964.  Adachia hispida ingår i släktet Adachia och familjen styltflugor. Inga underarter finns listade i Catalogue of Life.